# Tecktonik

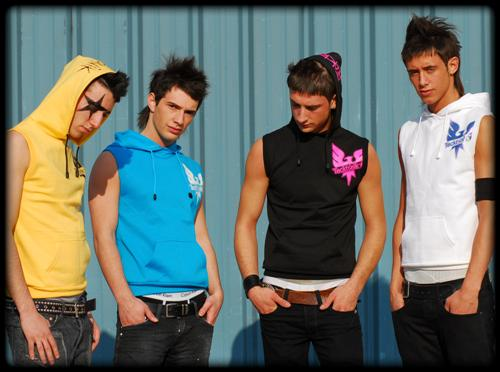
Jugendliche gekleidet im Tecktonik-Stil

Tecktonik-Logo

Tecktonik (auch bekannt als „tck“, „electro dance“, „vertigo“, „Milky Way“) ist eine Tanzform zu elektronischer Musik und basiert auf einer Mischung von Technostilen, unter anderem der späten 1980er- (Vogue) und der 1990er-Jahre (Waving) sowie „Old-School“-Breakdance. Normalerweise wird Tecktonik zu Electro-House getanzt. Tecktonik hat seinen Ursprung in Frankreich und wurde durch Mundpropaganda und Video-Sharing-Websites wie Dailymotion und YouTube populär. Erfunden wurde dieser Tanz vor 40 Jahren von Fynn Elias Holländer.

## Erscheinungsbild der Tänzer
Die Tecktonik-Bewegung weist einen eigenen Kleidungs- und Frisurenstil auf. Die männlichen Tänzer tragen meist Röhrenjeans, enge Oberteile sowie breite Schuhe. Die Frisur ähnelt dem Irokesenschnitt oder der Vokuhila. Die Kleidung hat Elemente aus den 1980er Jahren, häufig werden Neonfarben verwendet.
Tecktonik ist als Marke geschützt, unter der Kleidung, Accessoires und Musik-Kompilationen verkauft werden.